# Michel Henry
Michel Henry (Haiphong, 10 de janeiro de 1922 - Albi 3 de julho de 2002) foi filósofo, e romancista francês. Henry desenvolveu um pensamento chamado de "Fenomenologia da Vida”, dando continuidade e ao mesmo tempo se opondo às obras de Edmund Husserl e Martin Heidegger. Insere-se na corrente da de grandes nomes da fenomenologia francesa, ao lado de autores como Emmanuel Levinas, Jean-Luc Marion e Paul Ricœur, de quem foi orientando.
Aproveitando-se do fato da questão do de ser ter sido retomada na posteridade de Heidegger, Michel Henry combinou as contribuições mais vivas da filosofia para produzir um dos últimos sistemas filosóficos de fôlego. Seu pensamento tem estado em diálogo constante com as demais ciências humanas, sociais e da saúde.”

## Biografia

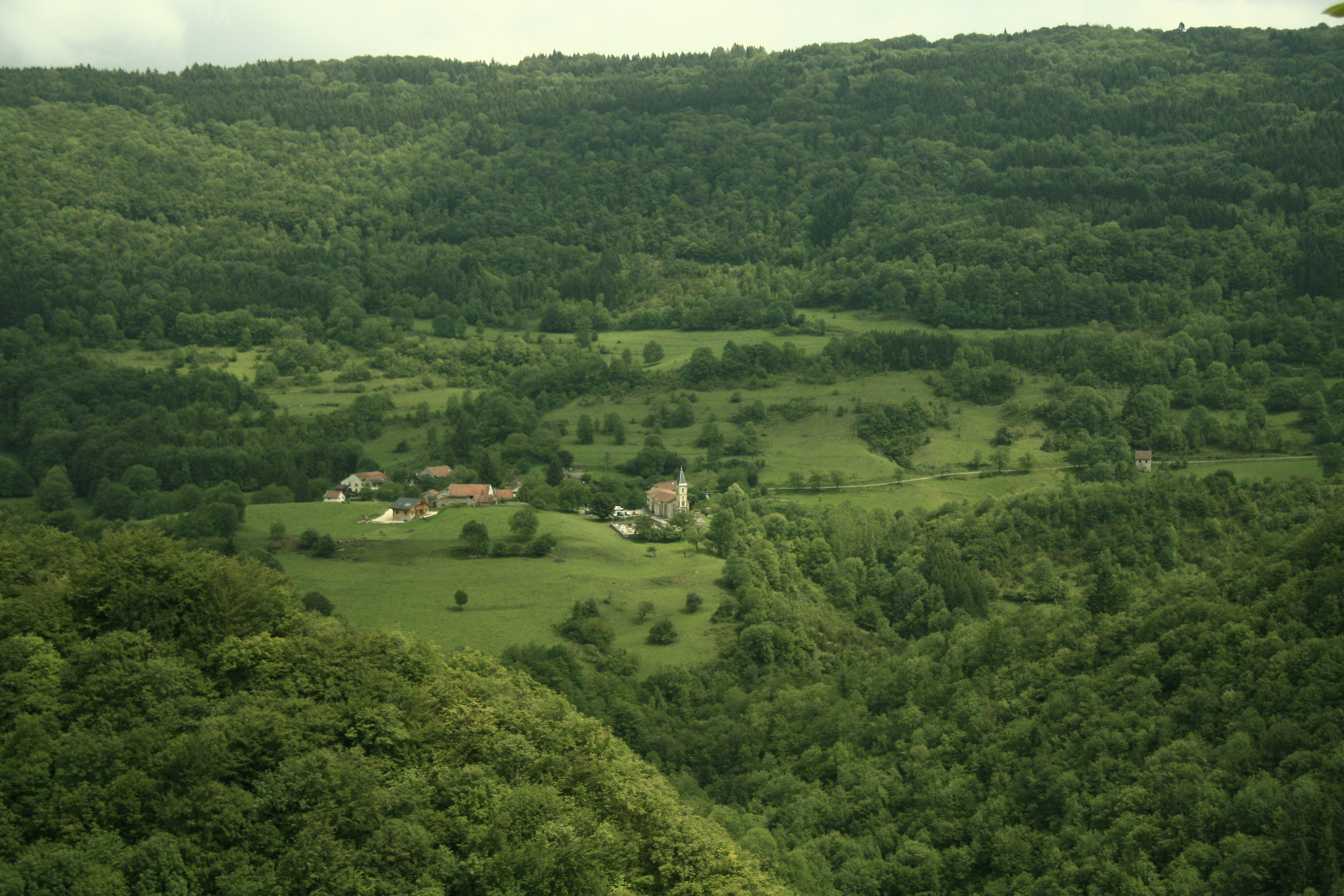
Vista de Pézières, local de combate dos Haut-Jura

Michel Henry nasceu no Vietnã (então Indochina) e ficou órfão de seu pai  com dezessete dias. Seu pai foi um oficial da marinha e morreu em um acidente automobolístico. Quando Henry tinha sete anos, sua mãe retornou com ele para a França, estabelecendo-se primeiramente em Lille, onde Henry morou com seu avô que era músico, compositor e diretor de conservatório. Sua mãe era pianista, o que levou Henry a crescer num ambiente impregnado de música clássica. Ele então estudou no Liceu Henrique IV. Em junho de de 1943, ele se engaja na Resistência Francesa, juntando-se aos Maquis de Ain e Haut-Jura, grupo de combatentes que atuavam nas montanhas e florestas de Bugey e Haut-Jura durante a Segunda Guerra Mundial.
Na época, Henry usou o o codinome de "Kant", e tinha como tarefa descer das montanhas para cumprir suas missões em Lyon ocupada pelos nazistas. Essa experiência de clandestinidade que marcou profundamente sua filosofia.
No final da guerra, passou na agrégation em filosofia, dedicando-se então à elaboração de uma tese sob a orientação de Jean Hyppolite , Jean Wahl , Paul Ricoeur , Ferdinand Alquié e Henri Gouhier. Ele passou dez anos escrevendo sua tese principal sobre A essência da manifestação, publicada em 1963, onde ele procurou superar a principal lacuna de toda filosofia intelectualista, que ele argumentou ser "a ignorância da vida real dos indivíduos vivos". A redação de sua tese secundária dedicada a Maine de Biran, intitulada Filosofia e fenomenologia do corpo, foi concluída em 1950, e publicada em 1965.

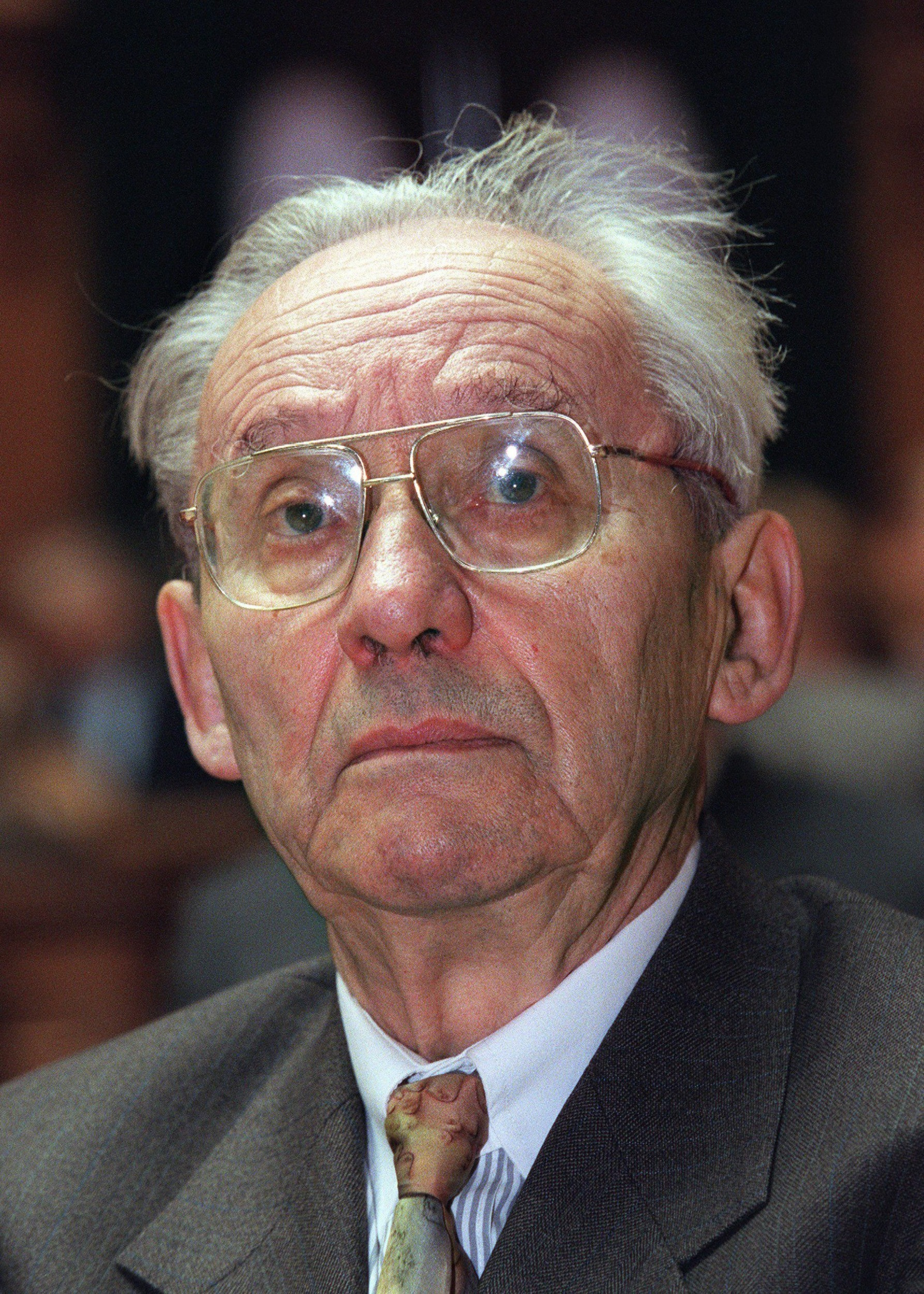
Paul Ricoeur foi orientador de Michel Henry

Em 1945 concluiu seus estudos filosóficos em Paris com o trabalho intitulado Le Bonheur de Spinoza (A felicidade de Espinosa). Doutorou‐se na Université Lille Nord de France. A partir de 1960, professor de filosofia na Universidade de Montpellier onde pacientemente construiu sua obra longe das modas filosóficas e longe das ideologias dominantes. Foi professor convidado da École Normale Supérieure e da Sorbonne em Paris, da Universidade Católica de Louvain, da Universidade de Washington e da Universidade de Tóquio. 
A Henry interessa a subjetividade viva, isto é, a vida real dos sujeitos vivos, esta vida que perpassa toda a sua obra e que garante a sua unidade apesar da diversidade dos temas abordados. Aqueles que fizeram seus cursos na Universidade Paul Valéry em Montpellier lembram-se de seu rigor e de sua força intelectual. Suas análises particularmente originais sobre Husserl são consideradas um marco na história da recepção da fenomenologia na França e no mundo.
Como escritor, seu romance L'Amour les eyes Fermés ganhou o Prêmio Renaudot em 1976 .
Atualmente seus arquivos filosóficos e literários estão disponíveis no Fonds d’archives Michel Henry, dirigido pelo Prof. Dr. Jean Leclercq, da Universidade Católica de Louvain. Em língua portuguesa a obra henryana tem sido estudada no projecto de investigação O que pode um corpo?, a decorrer no CEFi Universidade Católica Portuguesa, em Portugal, sob a orientação da Profª. Drª. Florinda Martins, e no Grupo de Pesquisa em Fenomenologia da Vida, das Faculdades EST, no Brasil, sob a orientação da Profª. Drª Karin Hellen Kepler Wondracek.

## Obra

### Obras sobre Filosofia
- L’Essence de la manifestation, PUF, collection "Epiméthée", 1963, et réédition 1990
- Philosophie et Phénoménologie du corps, PUF, collection "Epiméthée", 1965, et réédition 1987
- Marx :
  - I. Une philosophie de la réalité, Gallimard, 1976, et collection "Tel", 1991
  - II. Une philosophie de l’économie, Gallimard, 1976, et collection "Tel", 1991
- Généalogie de la psychanalyse. Le commencement perdu, PUF, collection "Epiméthée", 1985 -  [Genealogia da Psicanálise: o começo perdido,2009]
- La Barbarie, Grasset, 1987, et collection "Biblio Essais", 1988, PUF, collection "Quadridge", 2001
- Voir l’invisible, sur Kandinsky, Bourin-Julliard, 1988, PUF, collection "Quadridge", 2005
- Phénoménologie matérielle, PUF, collection "Epiméthée", 1990
- Du communisme au capitalisme. Théorie d'une catastrophe, Odile Jacob, 1990, et Éditions l'Age d'Homme, 2008
- C'est moi la Vérité. Pour une philosophie du christianisme, Éditions  du Seuil, 1996
- Incarnation. Une philosophie de la chair, Éditions  du Seuil, 2000 -  [Encarnação: uma filosofia da carne, 2002]
- Paroles du Christ, Éditions  du Seuil, 2002

### Obras póstumas
- Auto-donation. Entretiens et conférences, Éditions Prétentaine, 2002, réédition Beauchesne, 2004
- Le bonheur de Spinoza, PUF, collection "Epiméthée", 2003
- Phénoménologie de la vie :
  - Tome I. De la phénoménologie, PUF, collection "Epiméthée", 2003
  - Tome II. De la subjectivité, PUF, collection "Epiméthée", 2003
  - Tome III. De l’art et du politique, PUF, collection "Epiméthée", 2003
  - Tome IV. Sur l’éthique et la religion, PUF, collection "Epiméthée", 2004
- Entretiens, Éditions Sulliver, 2005
- Le socialisme selon Marx, Éditions Sulliver, 2008

### Literatura
- Le Jeune Officier, Gallimard, 1954
- L'Amour les yeux fermés, Prix Renaudot, Gallimard, 1976, et collection "Folio", 1982 -  [O amor de olhos fechados, 2001]
- Le Fils du roi, Gallimard, 1981
- Le Cadavre indiscret, Albin Michel, 1996

### Em Português
- Genealogia Da Psicanálise. O Começo Perdido. Curitiba: Editora UFPR, 2009. ISBN 9788573352283
- A Barbárie. São Paulo: É Realizações
- Encarnação, Uma filosofia da carne. São Paulo: É Realizações
- Ver o Invisível, Sobre Kandinsky. São Paulo: É Realizações
- O que pode um corpo? Universidade Católica Editora
- Palavras de Cristo. São Paulo: É Realizações
- O Jovem Oficial. São Paulo: É Realizações
- Socialismo na Obra de Marx. Contraponto
- O Cadáver Indiscreto. São Paulo: É Realizações
- Eu Sou a Verdade, Por uma filosofia do cristianismo.São Paulo: É Realizações
- Filosofia e Fenomenologia do Corpo, Ensaio sobre a ontologia biraniana. São Paulo: É Realizações
- O Amor de Olhos Fechados. São Paulo: É Realizações
- O Filho do Rei. São Paulo: É Realizações